# قائمة أغاني وأناشيد كأس العالم للسيدات
أغاني وأنشودات الاتحاد الدولي لكرة القدم كأس العالم للسيدات هي ألحان وأغاني تعتمد رسميًا من قبل فيفا (أو من قبل المؤسسات الإذاعية والشركاء الرسميين الذين تختارهم فيفا)، لتستخدم قبل الحدث وأثناء البطولات والفعاليات. كما تستخدم في الحملات الإعلانية لكأس العالم. تُستخدم كشارات موسيقية في البث التلفزيوني وتستخدم أيضًا في الحملات الإعلانية للبطولة.

## الأغاني والأناشيد الرسمية من فيفا
| النسخة | البلد المضيف         | العنوان                                                                                      | اللغة(ـات)        | المغنون                             | الكاتب والمنتج                               |
| ------ | -------------------- | -------------------------------------------------------------------------------------------- | ----------------- | ----------------------------------- | -------------------------------------------- |
| 1991   | الصين                | "غير معروف" أو "بلا"                                                                         |                   |                                     |                                              |
| 1995   | السويد               | "غير معروف" أو "بلا"                                                                         |                   |                                     |                                              |
| 1999   | الولايات المتحدة     | "Because We Want To"                                                                         | الإنجليزية        | بيلي بايبر                          | ديون رامبو، جاك ريتشموند، ويندي بيج، جيم مار |
| 2003   | الولايات المتحدة     | "غير معروف" أو "بلا"                                                                         |                   |                                     |                                              |
| 2007   | الصين                | "世界今天你最美 (Shi Jie Jin Tian Ni Zui Mei/You Are The Most Beautiful In the World Today)" | الصينية           | تشين جانغ                           | تشين جانغ                                    |
| 2011   | ألمانيا              | "Happiness (Dave Audé Mix)"                                                                  | الإنجليزية        | أليكسس جوردان، Dave Audé            | ستارغيت، ديد ماوس                            |
| 2015   | كندا                 | "Warriors"                                                                                   | الإنجليزية        | إماجن دراجونس                       | أليكس دا كيد                                 |
| 2019   | فرنسا                | "Gloria"                                                                                     | الإنجليزية        | جاين                                |                                              |
| 2023   | أستراليا · نيوزيلندا | "Do It Again" – الأغنية الرسمية                                                              | الإنجليزية        | بينيي (مغنية) (بالاشتراك مع مالرات) | جوش فاونتن وتايمون مارتن                     |
| 2023   | أستراليا · نيوزيلندا | "Unity" – النشيد الرسمي                                                                      | بلا (موسيقى آلية) | كيلي لي أوينز                       | كيلي لي أوينز                                |
| 2023   | أستراليا · نيوزيلندا | "Bring it On!" – النشيد الرسمي لما قبل المباراة                                              | الإنجليزية        | BIA، ديارا سيلا، تونيس أند أي       | ريدوان                                       |
| 2027   | البرازيل             | لم يحدد بعد                                                                                  | لم يحدد بعد       | لم يحدد بعد                         |                                              |

## أغاني أخرى وأناشيد
| النسخة | البلد المضيف         | العنوان                                      | اللغة(ـات)      | المغنون                     | الكاتب والمنتج                               |
| ------ | -------------------- | -------------------------------------------- | --------------- | --------------------------- | -------------------------------------------- |
| 1999   | الولايات المتحدة     | "Let's Get Loud" – Closing Ceremony          | إنجليزية        | جينيفر لوبيز                | إميليو إستيفان، كيكي سانتاندر                |
| 2015   | كندا                 | "In Your Shoes" – Opening Ceremony           | إنجليزية        | سارة مكلاكلان               | سارة مكلاكلان، لوك دوسيت، بيير مارشان        |
| 2015   | كندا                 | "I'm Not Your Hero" – Opening Ceremony       | إنجليزية        | تيجان و سارا                | غريغ كورستين                                 |
| 2019   | فرنسا                | "Gloria" – Opening Ceremony                  | إنجليزية        | جاين                        | ماكسيم نوتشي                                 |
| 2019   | فرنسا                | "Makeba" – Opening Ceremony                  | فرنسية إنجليزية | جاين                        | ماكسيم نوتشي                                 |
| 2019   | فرنسا                | "Heads Up" – Opening Ceremony                | إنجليزية        | جاين                        | ماكسيم نوتشي                                 |
| 2023   | أستراليا · نيوزيلندا | "Vi Gør Det Hele Igen" – أغنية فريق الدنمارك | دنماركية        | Fräulein، Kvindelandsholdet | أولي برودرسن ماير                            |
| 2023   | أستراليا · نيوزيلندا | "Våran sång" – أغنية فريق السويد             | سويدية          | Miss Li                     | Miss Li، سوني غوستافسون، لينيه سودال         |
| 2023   | أستراليا · نيوزيلندا | "Copper Queens Anthem" – أغنية فريق زامبيا   | بمبا نيانجا     | Xaven، Wezi، Towela         |                                              |
| 2023   | أستراليا · نيوزيلندا | "Poi Tukua"                                  | ماوري إنجليزية  | ميكايلا                     | ميكايلا بورسيل-ماينيني، جي فرايزر، دان مارتن |
| 2023   | أستراليا · نيوزيلندا | Esta X Venir– أغنية فريق إسبانيا             | إسبانية         | فارغا                       |                                              |
| 2027   | البرازيل             | لم يحدد                                      | لم يحدد         | لم يحدد                     |                                              |

## موسيقى الموضوع الخاصة بالمذيع
| النسخة | البلد المضيف         | الناشر                 | العنوان                           | اللغة(ـات)              | المغنون       | الكاتب والمنتج                                          |
| ------ | -------------------- | ---------------------- | --------------------------------- | ----------------------- | ------------- | ------------------------------------------------------- |
| 1991   | الصين                | عالمي                  | بدون عنوان أو غير معروف           |                         |               |                                                         |
| 1995   | السويد               | عالمي                  | بدون عنوان أو غير معروف           |                         |               |                                                         |
| 1999   | الولايات المتحدة     | عالمي                  | بدون عنوان أو غير معروف           |                         |               |                                                         |
| 2003   | الولايات المتحدة     | عالمي                  | بدون عنوان أو غير معروف           |                         |               |                                                         |
| 2007   | الصين                | عالمي                  | "نشيد الفيفا القديم"              | بدون كلمات              | فرانس لمبارت  | فرانس لمبارت                                            |
| 2011   | ألمانيا              | عالمي                  | "نشيد الفيفا القديم"              | بدون كلمات              | فرانس لمبارت  | فرانس لمبارت                                            |
| 2015   | كندا                 | عالمي                  | بدون عنوان أو غير معروف           |                         |               |                                                         |
| 2015   | كندا                 | فوكس سبورتس            | "FOX Sports FIFA World Cup Theme" | بدون كلمات              | Pete Calandra | Pete Calandra                                           |
| 2019   | فرنسا                | عالمي                  | بدون عنوان أو غير معروف           |                         |               |                                                         |
| 2019   | فرنسا                | بي بي سي               | "Remember The Name"               | الإنجليزية              | Ms. Banks     | Takbir Bashir، Ryan Maginn، مايك شينودا                 |
| 2019   | فرنسا                | فوكس سبورتس            | "FOX Sports FIFA World Cup Theme" | بدون كلمات              | Pete Calandra | Pete Calandra                                           |
| 2023   | أستراليا · نيوزيلندا | عالمي                  | "Unity"                           | بدون كلمات              | كيلي لي أوينز | كيلي لي أوينز                                           |
| 2023   | أستراليا · نيوزيلندا | بي بي سي               | "Just Move"                       | الإنجليزية              | Pixey         | Pixey                                                   |
| 2023   | أستراليا · نيوزيلندا | فوكس سبورتس            | "FOX Sports FIFA World Cup Theme" | بدون كلمات              | Pete Calandra | Pete Calandra                                           |
| 2023   | أستراليا · نيوزيلندا | آي تي في               | "Into Air"                        | بدون كلمات              | LUME          | LUME                                                    |
| 2023   | أستراليا · نيوزيلندا | راديو وتلفزيون أيرلندا | "Turn the World"                  | الإنجليزية              | Sweetlemondae | Natasha Mbatha، Chris Bubenzer، Percy Chamburuka، Benza |
| 2023   | أستراليا · نيوزيلندا | تيليموندو              | "Sueño de Campeones"              | بدون كلمات فرقة إسبانية | Yoav Goren    | Yoav Goren                                              |
| 2027   | البرازيل             | لم يحدد بعد            | لم يحدد بعد                       | لم يحدد بعد             |               |                                                         |

## الموسيقى عند الدخول وقبل المباراة
| الطبعة | البلد المستضيف       | الموسيقى                           | ملاحظات                                                    |
| ------ | -------------------- | ---------------------------------- | ---------------------------------------------------------- |
| 1995   | السويد               | "Old نشيد الفيفا"                  |                                                            |
| 1999   | الولايات المتحدة     | "Old نشيد الفيفا"                  |                                                            |
| 2003   | الولايات المتحدة     | "Old نشيد الفيفا"                  |                                                            |
| 2007   | الصين                | "Old نشيد الفيفا"                  |                                                            |
| 2011   | ألمانيا              | "Old نشيد الفيفا"                  |                                                            |
| 2015   | كندا                 | "Old نشيد الفيفا"                  |                                                            |
| 2019   | فرنسا                | "Living Football"                  | عندما تدخل الأعلام الوطنية للفريقين وعلم الفيفا إلى الملعب |
| 2019   | فرنسا                | "Seven Nation Army (Instrumental)" | عندما يدخل اللاعبون والحكام إلى الملعب                     |
| 2023   | أستراليا · نيوزيلندا | "Unity"                            | عندما تدخل الأعلام الوطنية للفريقين وعلم الفيفا إلى الملعب |
| 2023   | أستراليا · نيوزيلندا | "Bring It On (Ochestral)"          | عندما يدخل اللاعبون والحكام إلى الملعب                     |
| 2023   | أستراليا · نيوزيلندا | "Bring It On" (Sweet Dreams Ver.)  | يتم عزفها بعد الأناشيد وقبل بدء المباراة                   |
| 2027   | البرازيل             | TBD                                | TBD                                                        |

### ملاحظة
^هذه الأغنية لها نسختان رسميتان، واحدة تَستخدم عينات من Sweet Dreams (Are made of This) وواحدة لا تحتوي على العينات، النسخة المستخدمة في كأس العالم تحتوي على عينات الأحلام السعيدة